# Progymnasium Bad Buchau
Das Progymnasium Bad Buchau (kurz: PG oder PGBB) ist ein allgemeinbildendes Gymnasium in Bad Buchau, dessen Träger die Stadt Bad Buchau ist. Es gehört zum Kreis der UNESCO-Projektschulen.

## Geschichte

### Der „Lange Bau“ als Ökonomiegebäude

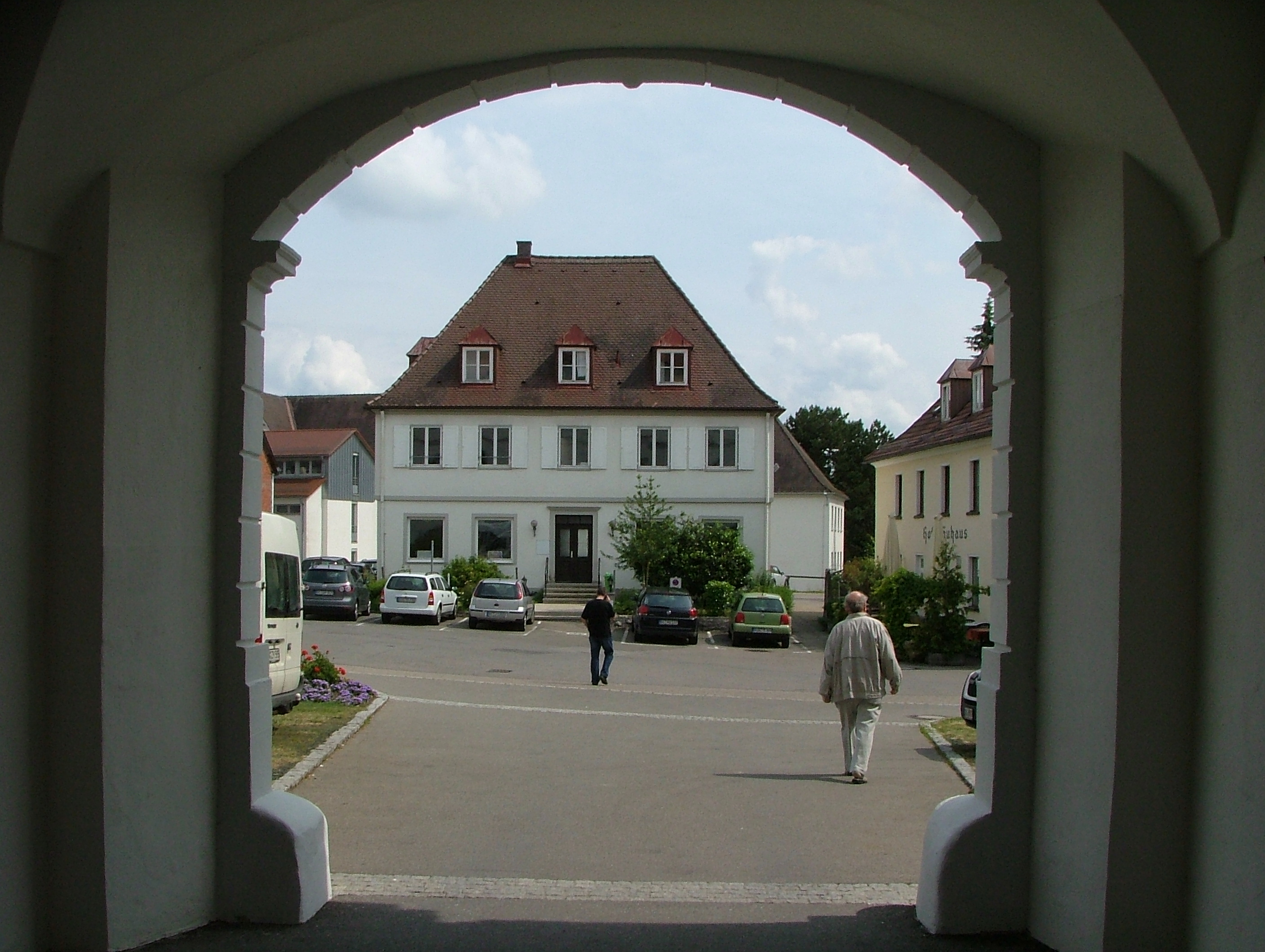
Blick durch das Schlosstor auf das Nebengebäude des Progymnasiums mit Schulmensa (EG), Schülerbibliothek, Sozialarbeitsraum und Aufenthaltsräumen (OG)

Die Geschichte des Schulgebäudes, des nach seiner Form benannten „Langen Baus“, begann im Jahr 1715, als die baulustige Äbtissin des hochadeligen Damenstifts, Maria Theresia von Montfort, mit der Reichsstadt Buchau einen Vertrag schloss: Das Stift erhielt die Zuständigkeit über den Pfaffengraben, damit es dort ein großes Ökonomiegebäude errichten konnte. Im Zuge der Säkularisation wurde das Damenstift 1803 aufgehoben. Weil die fürstliche Hofhaltung zu Ende war, wurde auch das Ökonomiegebäude überflüssig. Der Fürst von Thurn und Taxis übernahm die gesamte Anlage. Das Gebäude wurde aber nicht für die bestehenden Schulen genutzt.

### Einrichtung einer Lateinschule
1806 war beim Übergang der Stadt im Rahmen des thurn und taxischen „Fürstentums Buchau“ an das Königreich Württemberg noch keine Lateinschule vorhanden. Diese wurde erst 1830 im Einvernehmen mit dem Patronatsherrn Maximilian Karl von Thurn und Taxis gegründet, da es gewünscht wurde, ähnlich wie in Riedlingen und anderen kleineren Städten ein „Präzeptorat“ einzurichten. Die Lateinschule, eine Kaplaneischule, wurde als Schule für alle bildungsinteressierten Bürgersöhne am 25. Juli 1831 eröffnet.

### Schulhaus aller städtischen Schulen
Im Jahre 1875 kaufte die Stadt Buchau dem Fürsten von Thurn und Taxis den „Langen Bau“ ab. Nach dreijährigen Umbauarbeiten zur Einrichtung von Schulräumen und Lehrerwohnungen fanden im September 1879 dort die verschiedensten Schulen Platz: die Latein- und Realschule, die christliche Elementarschule mit drei Klassen, die israelitische Schule und eine Kleinkinderschule. Dass die Schule neben einem Zeichensaal und einem Modellier-Raum auch noch einen Turnsaal besaß, wurde, weil noch sehr ungewöhnlich. als großer Fortschritt gefeiert. Von nun an war der Lange Bau endgültig als Schulhaus etabliert, doch nur seine dicken Außenmauern überdauerten den Wandel der Zeiten nahezu unverändert. In seinem Inneren ging die wechselvolle Geschichte weiter, immer wieder waren neue Umbauten, Modernisierungen und Sanierungen notwendig, denn das Schulangebot wurde immer mehr erweitert: Ab 1919 kam zu den bereits vorhandenen Schulen eine Fortbildungsschule für alle Schulentlassenen hinzu, 1924 wurde eine gewerbliche Berufsschule eingerichtet, 1934 wurde der Turnraum aufgegeben, um weitere Klassenräume bauen zu können, 1936 wurde die einklassige evangelische Bekenntnisschule, die vorher ein eigenes Schul- und Mesnerhaus in der Schulstraße hatte (heutiges evangelisches Pfarrhaus), in die allgemeine Volksschule eingegliedert. 1938 wurde die israelitische Schule aufgrund der nationalsozialistischen Rassengesetze aus dem Langen Bau ausgewiesen. Nur für kurze Zeit fand sie eine Zuflucht im Rabbinatsgebäude neben der Synagoge, bis die Nationalsozialisten 1942 allen jüdischen Kindern jeglichen Schulbesuch untersagten.

### Progymnasium
Im Januar 1974 konnte die Grund- und Hauptschule, die mittlerweile die zentrale Hauptschule im Federseeraum geworden war, ihren großzügigen Neubau beziehen. Seitdem ist das Progymnasium alleiniger Nutzer des Langen Baus. Nach dem Auszug der Grund- und Hauptschule waren die räumlichen Voraussetzungen für eine zeitgemäße Erneuerung der Schulausstattung gegeben. Es konnte daher ein Sprachlabor und eine neue Einrichtung für den Chemie- und Physikunterricht angeschafft werden.

### Sanierung und Erweiterung
In den Jahren von 1996 bis 2000 wurde das Gebäude bei laufendem Schulbetrieb in drei Bauabschnitten grundlegend saniert. Zusätzlich wurde ein Nebengebäude mit den Fachräumen für Musik und Bildende Kunst errichtet. In einem anderen Nebengebäude, dem ehemaligen Polizei- und Notariatsgebäude der Stadt, wurden Aufenthaltsräume, eine Schülerbibliothek, ein Besprechungsraum für die Schulsozialarbeit und eine Schulmensa eingerichtet. Auch die Außenanlagen wurden völlig neu gestaltet.

## Bildungsangebot

### Schultyp
Das Progymnasium Bad Buchau ist ein allgemeinbildendes Gymnasium und umfasst die Klassenstufen 5 bis 10. Die 10. Klasse zählt dabei schon zur gymnasialen Oberstufe und bereitet die Schülerinnen und Schüler gezielt auf die anschließende Kursstufe vor. Das achtjährige Gymnasium wurde im Jahr 2004 eingeführt.

### Profil
Das Progymnasium Bad Buchau ging als erstes Gymnasium im Landkreis Biberach eine KURS21-Lernpartnerschaft mit Unternehmen der Region ein. Fachleute aus den Betrieben Kessler GmbH, Bad Buchau, und Federseeklinik Moorheilbad gGmbH, Bad Buchau, bereichern den Unterricht in den Fächern Gemeinschaftskunde/Wirtschaft, NwT (Naturwissenschaft und Technik), Biologie, Chemie und Physik. Seit dem Schuljahr 2013/2014 gibt es einen Kooperationsvertrag mit dem Federseemuseum, seit 2014/2015 mit der VR Bank Riedlingen-Federsee eG. Das Progymnasium arbeitet außerdem mit Amnesty International zusammen.

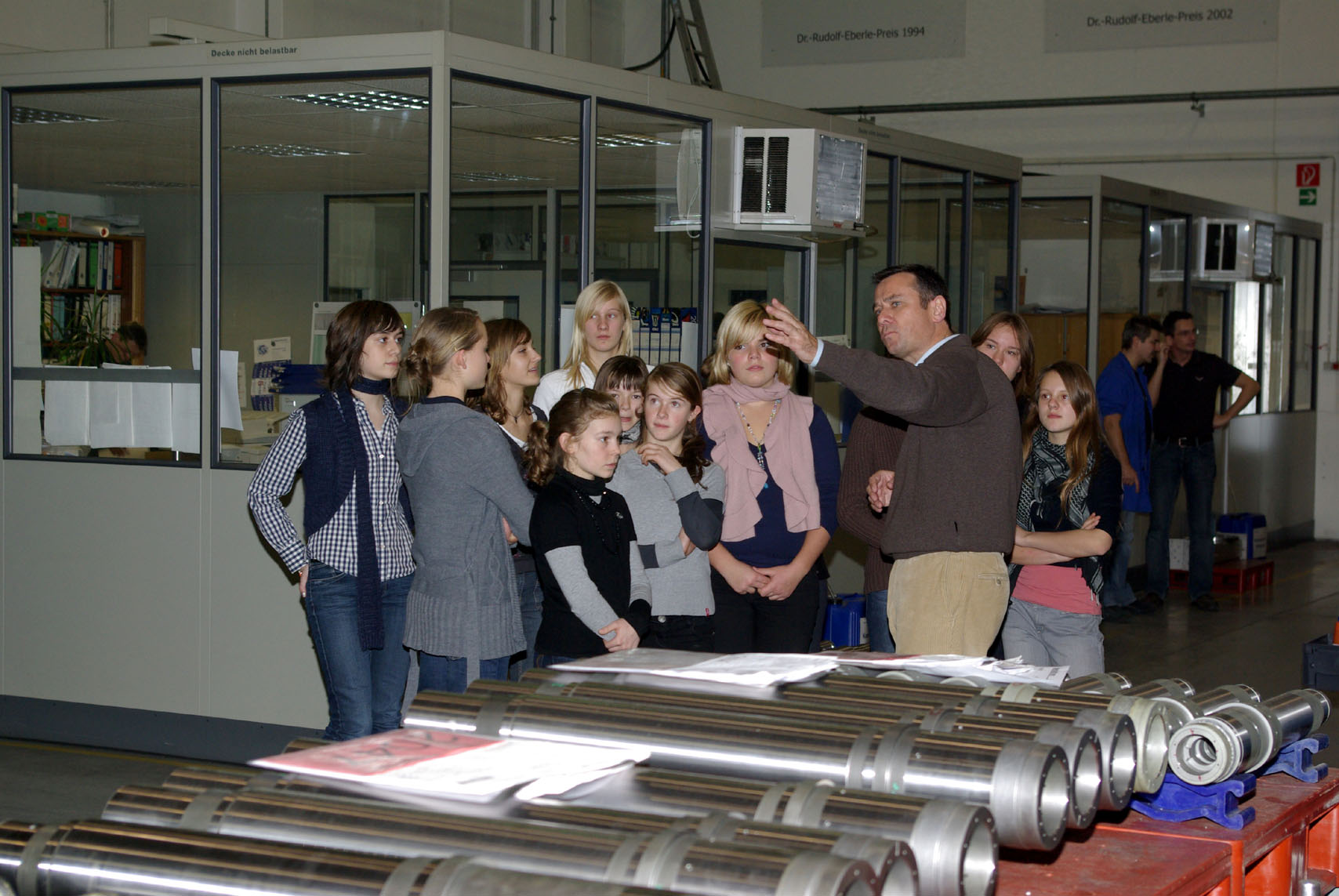
Kessler Kurs 21

- 2013 wurden hier, erstmals in Baden-Württemberg, E-Kompetenzen im Rahmen von „ILCIS“ (International Computer and Information Literacy Study)[7] evaluiert, da ein besonderer Schwerpunkt im Profil der Schule die Medienerziehung ist.
- 2014/15 wurde dem Progymnasium das Zertifikat einer „Schule mit besonderer Achtsamkeit für chronisch kranke Schülerinnen und Schüler“[8] verliehen.
- 2015 erhielt das Progymnasium von der PH Weingarten wegen seiner Maßnahmen zur Leseförderung das Prädikat „Vorleseschule“[9]. Es nimmt regelmäßig am Projekt „Zeitung in der Schule“ teil
- 2015 erhielt das Progymnasium das BoriS-Berufswahlsiegel für besondere Qualität in der Berufsorientierung.
- 2015 wurde das Progymnasium zur „interessierten UNESCO-Schule“ ernannt.
- 2016 fand der zweite Durchgang der Fremdevaluation der Schule durch das Landesinstitut für Schulentwicklung statt. In der Bewertung erfüllte die Schule 47 von 49 Qualitäts-Kriterien.[10]

### Arbeitsgemeinschaften und Ganztagsbetreuung
Im Rahmen des Konzeptes der offenen Ganztagsbetreuung spielen neben der Schulbücherei und mehreren Aufenthaltsräumen die Arbeitsgemeinschaften, die Hausaufgabenbetreuung sowie der Förderunterricht in Deutsch, Mathematik, Englisch und Französisch und eine besondere Rolle. Es gibt zusätzliche Kurse im sprachlichen, künstlerischen, sportlichen und naturwissenschaftlichen Bereich.
Hinzu kommen die von Fachlehrern angeleitete Projekte wie etwa das „Kessler-Projekt“ – in Kooperation mit der Maschinenbaufirma Kessler – oder die „Steinzeit-AG“ in Kooperation mit dem Federseemuseum. Weiterhin kooperiert das Progymnasium im Bereich Schullaufbahnberatung und Studien- und Berufsorientierung eng mit der IHK Ulm, mit der Handwerkskammer Ulm, mit der Bundesagentur für Arbeit in Biberach, mit der regionalen Ausbildungsmesse der KLjB Alleshausen, mit der VR Bank Riedlingen-Federsee eG und mit der Kurklinik.

### UNESCO-Projektschule
Das Progymnasium ist Teil des Netzwerkes der UNESCO-Projektschulen in Deutschland, zu dem insgesamt etwa 300 Schulen gehören. Die Schule nimmt in Rahmen des UNESCO-Programms an Projekttagen teil, 2022 zum Thema Transformation und „wie im Sinne einer nachhaltigen Entwicklung an unserer Schule eine Umsetzung von Transformation konkret auch gelingen kann.“
Die Ermutigung der Lernenden zu transformativem Handeln ist eine der drei zentralen Linien des UNESCO-Programms „Bildung für nachhaltige Entwicklung: die globalen Nachhaltigkeitsziele verwirklichen (BNE 2030)“. Als Bildungsoffensive zielt BNE darauf ab, das Denken und Handeln jedes Einzelnen zu verändern und damit die gesamte Gesellschaft zu transformieren. BNE befähigt zu informierten und verantwortungsvollen Entscheidungen im Sinne ökologischer Integrität, ökonomischer Lebensfähigkeit und einer chancengerechten Gesellschaft.
In diesem Sinne hat sich das Progymnasioum mit den Themen Kinderrechten, Ideen gegen Lebensmittelverschwendung, unterschiedliche Upcycling-Ideen in Anlehnung an japanische Färbetechniken, Nachhaltigkeit bei der Energiegewinnung, der Funktion und Besichtigung einer Windkraftanlage, Konsumspuren im Alltag und den fünf Säulen der UNESCO am Projekttag befasst.

## Partnerschaften
- Kreisgymnasium Riedlingen, Riedlingen (Deutschland)
- Collège du Val d'Oudon Lion d’Angers[12], Le Lion-d’Angers (Frankreich)